# Amata privata
Amata privata là một loài bướm đêm thuộc phân họ Arctiinae, họ Erebidae.